# Hyles atrolimbata
Hyles atrolimbata är en fjärilsart som beskrevs av Franz Dannehl 1929. Hyles atrolimbata ingår i släktet Hyles och familjen svärmare. Inga underarter finns listade i Catalogue of Life.